# Polyrhachis hirta
Polyrhachis hirta är en myrart som beskrevs av Hugo Viehmeyer 1914. Polyrhachis hirta ingår i släktet Polyrhachis och familjen myror. Inga underarter finns listade i Catalogue of Life.

## Bildgalleri

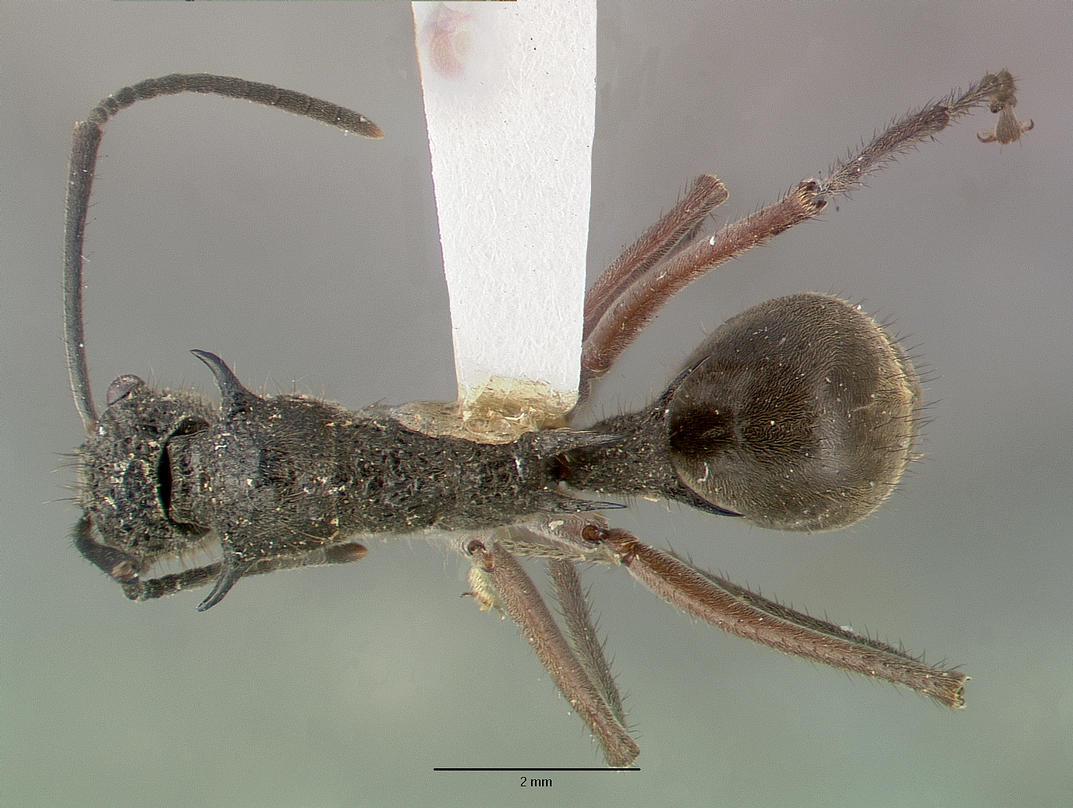
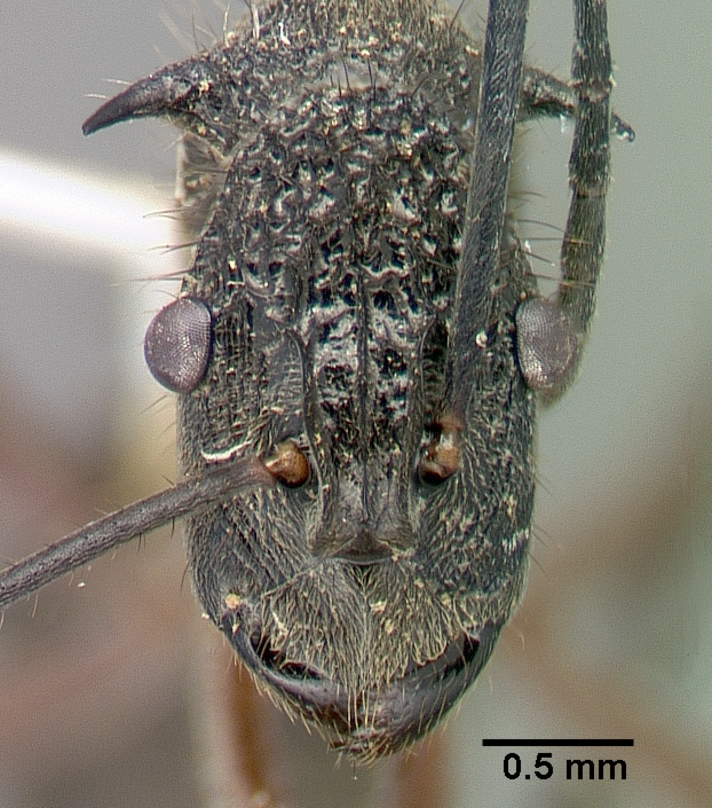
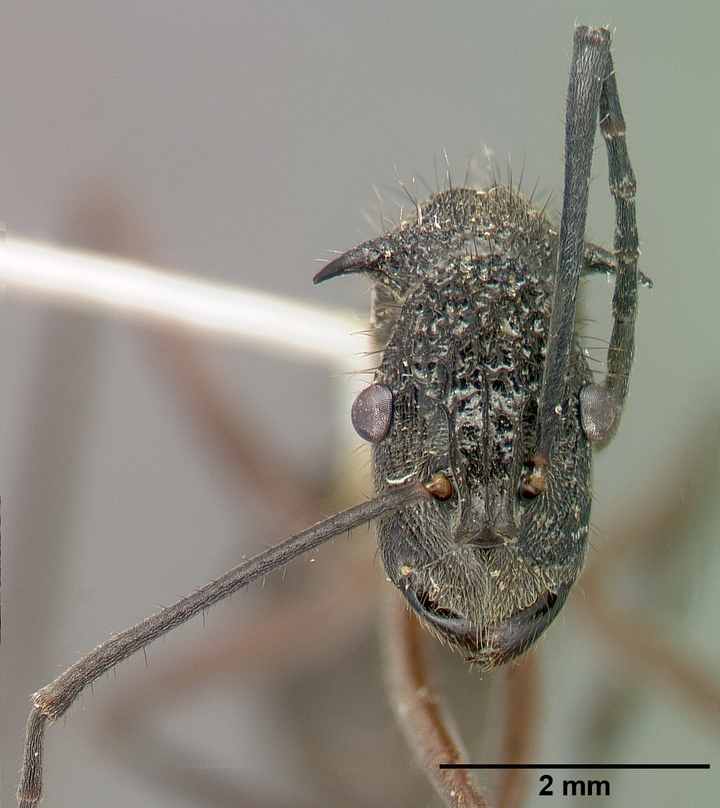
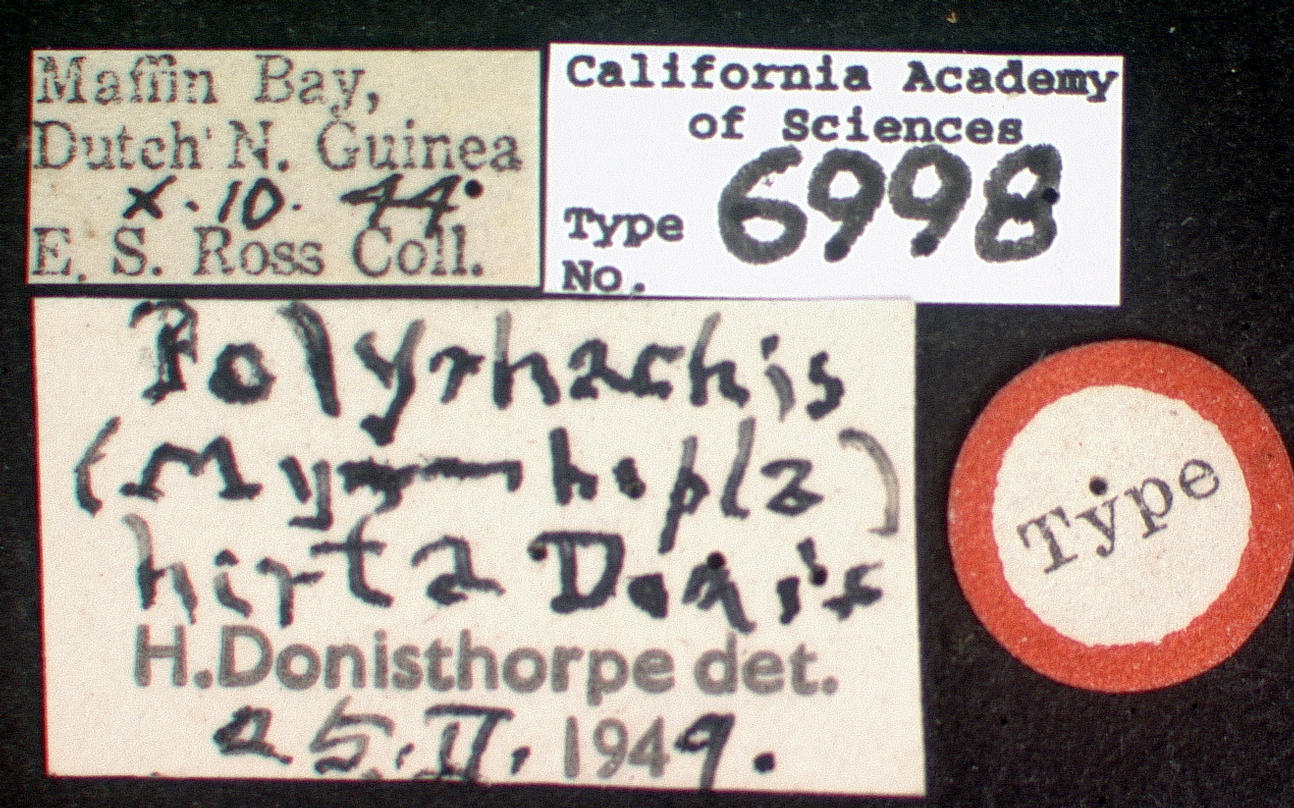
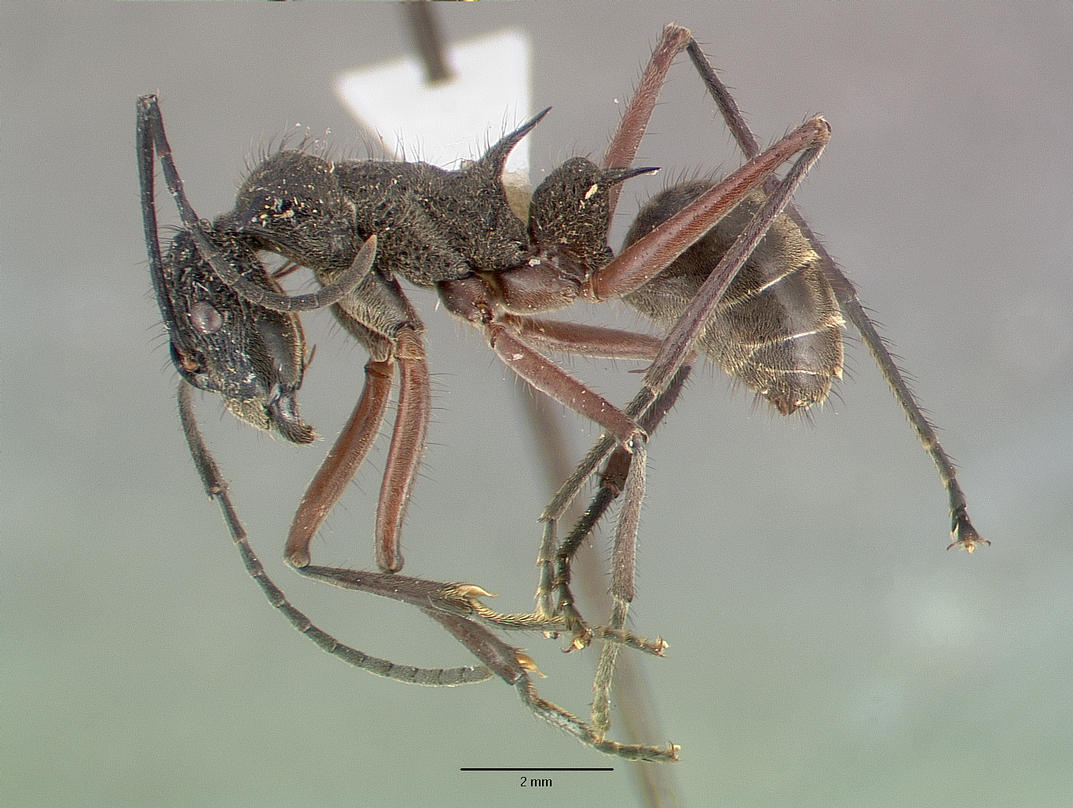